# Koen Daerden
Koen Daerden (Tongeren, 8 marzo 1982) è un ex calciatore belga, centrocampista.

## Biografia
È il figlio dell'allenatore ed ex calciatore Jos Daerden.

## Palmarès
- Coppa del Belgio: 1

Standard Liegi: 2010-11